# Peracense (kommunhuvudort)
Peracense är en kommunhuvudort i Spanien.   Den ligger i provinsen Provincia de Teruel och regionen Aragonien, i den centrala delen av landet, 190 km öster om huvudstaden Madrid. Peracense ligger 1 226 meter över havet och antalet invånare är 108.
Terrängen runt Peracense är kuperad åt nordost, men åt sydväst är den platt. Trakten runt Peracense är nära nog obefolkad, med mindre än två invånare per kvadratkilometer. Närmaste större samhälle är Monreal del Campo, 19,0 km nordost om Peracense. Omgivningarna runt Peracense är i huvudsak ett öppet busklandskap.